# ATP Volvo International 1981
Il Volvo International 1981 è stato un torneo di tennis giocato sulla terra rossa. Il torneo fa parte del Volvo Grand Prix 1981. Si è giocato a North Conway negli Stati Uniti dal 28 luglio al 3 agosto 1981.

## Campioni

### Singolare maschile
José Luis Clerc ha battuto in finale  Guillermo Vilas con il punteggio di 6–3, 6–2

### Doppio maschile
Heinz Günthardt /  Peter McNamara hanno battuto in finale  Pavel Složil /  Ferdi Taygan con il punteggio di 7–5, 6–4